# أوليفر مور
أوليفر مور (بالألمانية: Oliver Mohr) هو لاعب كرة قدم نمساوي، ولد في 23 يناير 1992 في فيينا في النمسا. شارك مع منتخب النمسا تحت 17 سنة لكرة القدم. أما مع النوادي، فقد لعب مع رابيد فيينا.

## وصلات خارجية
- أوليفر مور على موقع قاعدة بيانات كرة القدم.إي يو (الإنجليزية)
- أوليفر مور على موقع Soccerway.com (الإنجليزية)
- أوليفر مور على موقع عالم كرة القدم.نت (الإنجليزية)